# Orion (Bataan)
Orion is een gemeente in de Filipijnse provincie Bataan op het eiland Luzon. Bij de laatste census in 2007 had de gemeente ruim 49 duizend inwoners.

## Geografie

### Bestuurlijke indeling
Orion is onderverdeeld in de volgende 23 barangays:
| - Arellano - Bagumbayan - Balagtas - Balut - Bantan - Bilolo - Calungusan - Camachile - Daang Bago - Daang Bilolo - Daang Pare - General Lim | - Kapunitan - Lati - Lusungan - Puting Buhangin - Sabatan - San Vicente - Santa Elena - Santo Domingo - Villa Angeles - Wakas - Wawa |

## Demografie
Orion had bij de census van 2007 een inwoneraantal van 49.164 mensen. Dit zijn 5.097 mensen (11,6%) meer dan bij de vorige census van 2000. De gemiddelde jaarlijkse groei komt daarmee uit op 1,52%, hetgeen lager is dan het landelijk jaarlijks gemiddelde over deze periode (2,04%). Vergeleken met de census van 1995 is het aantal mensen met 9.627 (24,3%) toegenomen.

De bevolkingsdichtheid van Orion was ten tijde van de laatste census, met 49.164 inwoners op 65,41 km², 604,4 mensen per km².

## Geboren in Orion
- Cayetano Arellano (2 maart 1847), opperrechter Filipijns hooggerechtshof (overleden 1920).
- Emilio Gancayco (20 augustus 1921), rechter Filipijns hooggerechtshof (overleden 2009).